# Martin-chasseur à coiffe noire
Halcyon pileata
Espèce
Statut de conservation UICN

 LC  : Préoccupation mineure
Le Martin-chasseur à coiffe noire (Halcyon pileata) est une espèce d'oiseau appartenant à la famille des Alcedinidae. C'est une espèce monotypique, présente dans le Sud-Est asiatique et en Inde.

## Description

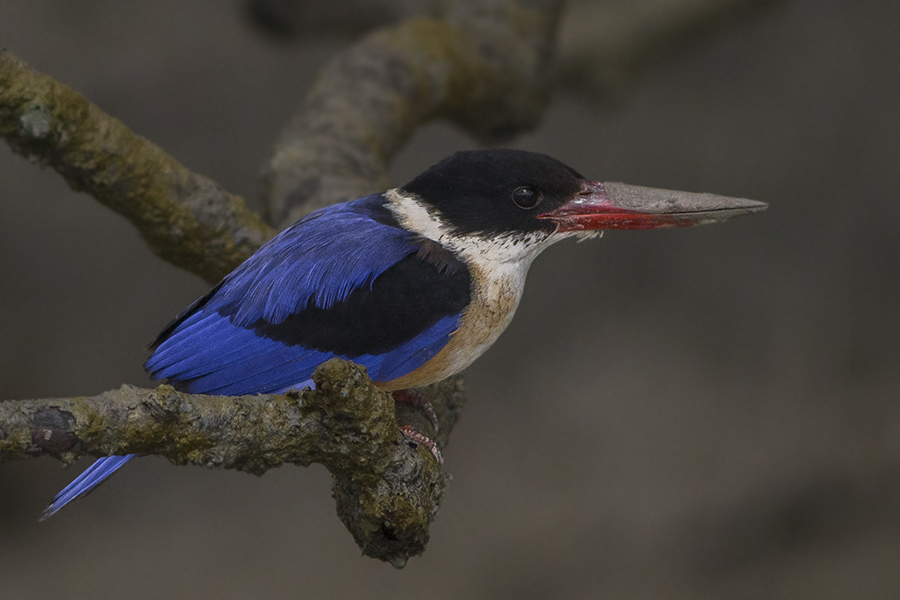
Martin-chasseur à coiffe noire.